# Mano-a-Mano
Mano-a-Mano (deutsch Hand zu Hand) ist ein spanischer Ausdruck. Er bezieht sich ursprünglich auf Stierkämpfe, bei denen zwei Matadore abwechselnd um die Bewunderung des Publikums wetteifern.
Der aktuelle spanische Sprachgebrauch beschreibt jede Art von Wettkampf zwischen zwei Menschen, die versuchen, sich gegenseitig zu übertreffen.
Der Begriff wurde in die englische Sprache mit ähnlicher Bedeutung übernommen, möglicherweise von Ernest Hemingway, und hatte die Bedeutung von z. B. „eins gegen eins“, „Kopf an Kopf“ oder „Zweikampf“ und brachte damit den intensiven Wettbewerb zum Ausdruck.
Innerhalb der Kampfschule Doce Pares Eskrima ist es einer von drei Bereichen der Kampfkunst. Diese Kampfkunst stammt von den Philippinen und bezeichnet den bewaffneten Kampf zwischen zwei Kontrahenten.
Im Französischen wird der Ausdruck manchmal verwendet, in dem die portugiesische und spanische Bedeutung verschmelzen. „Donner quelque chose de mano y mano“ bedeutet, jemandem etwas persönlich zu übergeben, mit direktem körperlichen Kontakt.
Ein Klassiker der Tangomusik ist das Stück "Mano a Mano" von Carlos Gardel.